# Deklaracja o eliminacji przemocy wobec kobiet
Deklaracja o eliminacji przemocy wobec kobiet – deklaracja przyjęta przez Zgromadzenie Ogólne ONZ 20 grudnia 1993 roku.

## Charakterystyka Deklaracji
Deklaracja wzywa państwa do zapobiegania i zwalczania przemocy wobec kobiet. Jest uzupełnieniem i wzmocnieniem Konwencji w sprawie likwidacji wszelkich form dyskryminacji kobiet. Przemoc wobec kobiet jest uznana za manifestację historycznej nierówności między płciami. W dokumencie podkreśla się również, że przemoc wobec kobiet stanowi pogwałcenie praw i fundamentalnych wolności kobiet oraz że ogranicza lub całkowicie pozbawia kobiety możliwości korzystania z tych praw.
Dla podkreślenia wagi problemu Zgromadzenie Ogólne ONZ z dniem 17 grudnia 1999 roku uczyniło 25 listopada Międzynarodowym Dniem Eliminacji Przemocy Wobec Kobiet (rezolucja 54/134). 25 listopada został wybrany ze względu na to, że już od 1981 roku feministki traktowały go jako dzień przeciwdziałania przemocy wobec kobiet.

## Definicja przemocy wobec kobiet w Deklaracji
Dla celów tej Deklaracji termin „przemoc wobec kobiet” zostaje zdefiniowany jako wszelki akt przemocy związany z faktem przynależności danej osoby do określonej płci, którego rezultatem jest, lub może być fizyczna, seksualna lub psychiczna krzywda lub cierpienie kobiet, włącznie z groźbą popełnienia takich czynów, wymuszeniem lub arbitralnym pozbawieniem wolności, niezależnie od tego, czy czyny te mają miejsce w życiu publicznym czy prywatnym.